# Aricoris
Aricoris is een geslacht van vlinders uit de familie van de prachtvlinders (Riodinidae), onderfamilie Riodininae.
Aricoris werd in 1851 voor het eerst wetenschappelijk beschreven door Westwood.

## Soorten
Aricoris omvat de volgende soorten:
- A. ambiguosa D'Almeida, 1932
- A. aurinia (Hewitson, 1863)
- A. campestris (H. Bates, 1868)
- A. caracensis (Callaghan, 2001)
- A. cinericia (Stichel, 1910)
- A. colchis (C. & R. Felder, 1865)
- A. constantius (Fabricius, 1793)
- A. cruentata Butler, 1867
- A. chilensis (C. & R. Felder, 1865)
- A. domina (H. Bates, 1865)
- A. epulus (Cramer, 1775)
- A. erostratus (Westwood, 1851)
- A. gauchoana (Stichel, 1910)
- A. heliodora Staudinger, 1888
- A. hubrichi (Stichel, 1926)
- A. incana (Stichel, 1910)
- A. indistincta (Lathy, 1932)
- A. middletoni (Sharpe, 1890)
- A. monotona (Stichel, 1910)
- A. montana (Schneider, 1937)
- A. notialis (Stichel, 1910)
- A. propitia (Stichel, 1910)
- A. signata (Stichel, 1910)
- A. terias (Godman, 1903)
- A. tutana (Godart, 1824)